# 19 décembre 1948
Le dimanche 19 décembre 1948 est le 354e jour de l'année 1948.

## Naissances
- Gilberte Chambaud, universitaire et chimiste théoricienne française
- Jean-Michel Benacloï, joueur de rugby français
- Jee Yong-ju (mort le 25 août 1985), boxeur sud-coréen
- Joël Wilmotte, homme politique français
- John Duncan, politicien canadien, né en 1948
- Kei Mitsuuchi (mort le 25 mars 2011), peintre japonais
- Nikolaï Makarov, joueur de hockey sur glace russe

## Décès
- Amir Sjarifuddin (né le 27 avril 1907), personnalité politique indonésien
- Gabriel Cudenet (né le 23 juillet 1894), personnalité politique française
- Georges Thenault (né le 2 octobre 1887), aviateur militaire français
- Joseph Friedrich Nicolaus Bornmüller (né le 6 février 1862), botaniste allemand (1862-1948)

## Événements
- Fin du championnat de Colombie de football 1948
- Début de l'Operatie Kraai en Indonésie : ignorant les lignes de cessez-le-feu de l’ONU, les Hollandais attaquent à nouveau la République indonésienne, capturant sa capitale Yogyakarta, arrêtant et exilant la plupart de ses hauts dirigeants, y compris Soekarno et Hatta. Malgré le succès de l’attaque hollandaise, la résistance de la guérilla républicaine et la pression de la communauté internationale (Ceylan, Inde, Pakistan) forcent les Hollandais à transiger.